# Deh Shams-e Kūchak
Deh Shams-e Kūchak (persiska: ده شمس کوچک) är en ort i Iran.   Den ligger i provinsen Västazarbaijan, i den nordvästra delen av landet, 600 km väster om huvudstaden Teheran. Deh Shams-e Kūchak ligger 1 364 meter över havet och antalet invånare är 253.
Terrängen runt Deh Shams-e Kūchak är kuperad söderut, men norrut är den platt.Runt Deh Shams-e Kūchak är det ganska tätbefolkat, med 104 invånare per kvadratkilometer. Närmaste större samhälle är Naqadeh, 16,6 km öster om Deh Shams-e Kūchak. Trakten runt Deh Shams-e Kūchak består till största delen av jordbruksmark.